# Brand Blond
Brand Blond is een Nederlands blond bier van hoge gisting.
Het bier, met onder andere vijf verschillende soorten hop, drie soorten mout en een Engelse gistsoort, wordt gebrouwen in Wijlre, bij brouwerij Brand. Het bier heeft een alcoholpercentage van 7,8%. 
Sinds 30 oktober 2013 is het bier verkrijgbaar. Sinds 16 september 2021 is het recept iets aangepast.

## Brand Bierbrouwwedstrijd 2013

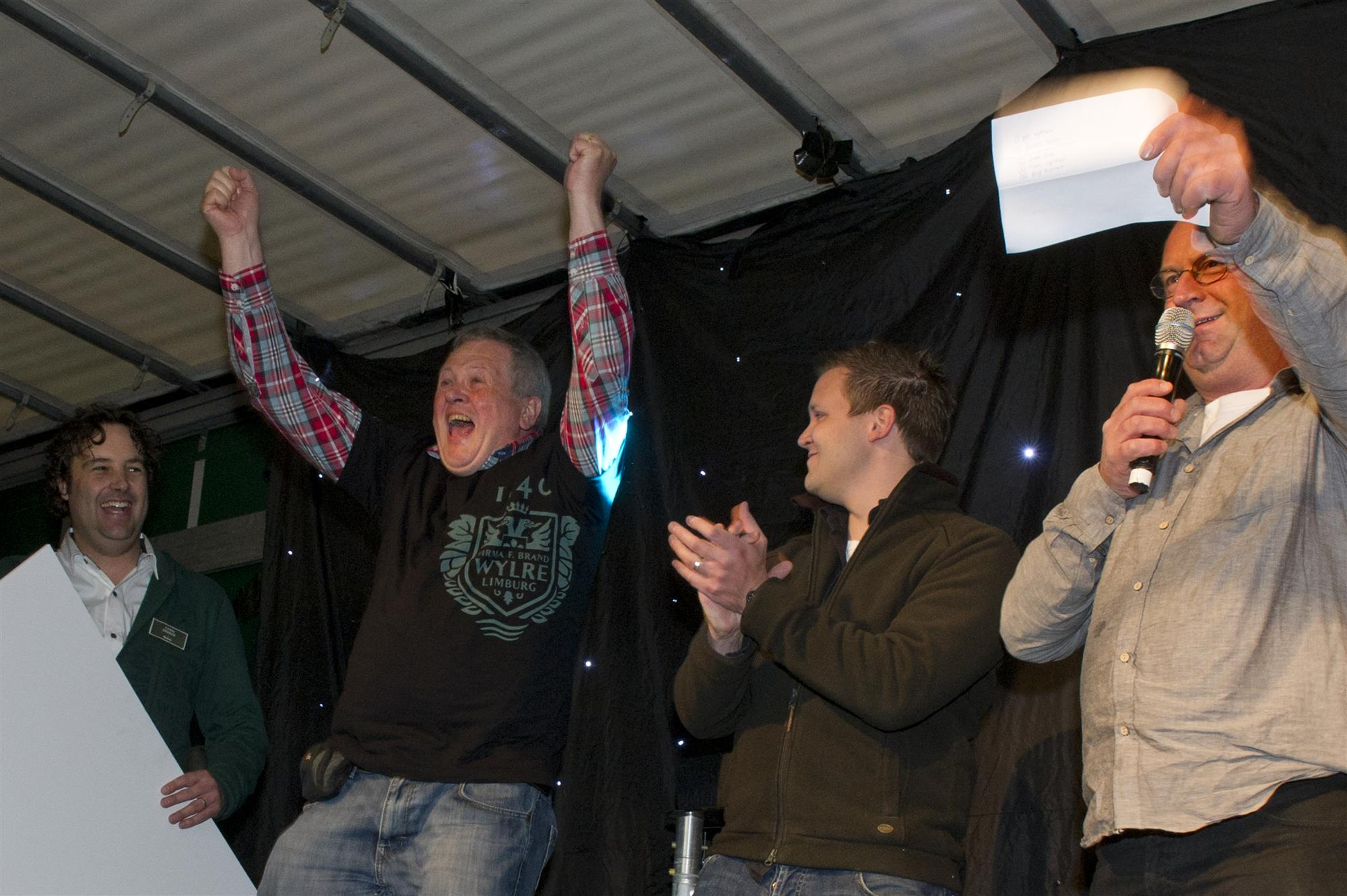
Jacques hoort dat hij de winnaar is van de Brand Bierbrouwwedstrijd 2013

Brand Blond wordt gebrouwen naar het recept van hobbybrouwer Jacques Bertens, die met zijn inzending 'Blozende Blonde' de finale (op 1 juni 2013) van de Brand Bierbrouwwedstrijd 2013 won.
Deze wedstrijd voor hobbybrouwers is een initiatief van de Brand Bierbrouwerij en bierconsumentenvereniging PINT in het kader van de 'Week van het Nederlandse bier'.

## Zwaar Blond
Brand Blond werd in 2013 gepresenteerd als Brand Zwaar Blond. In februari 2018 werd de naam gewijzigd naar Brand Blond en werd de kleur van het etiket veranderd van zwart naar goudbruin.
In september 2021 werd het recept iets aangepast en de nieuwe naam Brand Krachtig Blond. De kleur van het label is veranderd naar zwart.

## Onderscheidingen
- In mei 2016 behaalde Brand Blond 'Zilver' tijdens de Dutch Beer Challenge.